# Rua Bolshaya Pokrovskaya

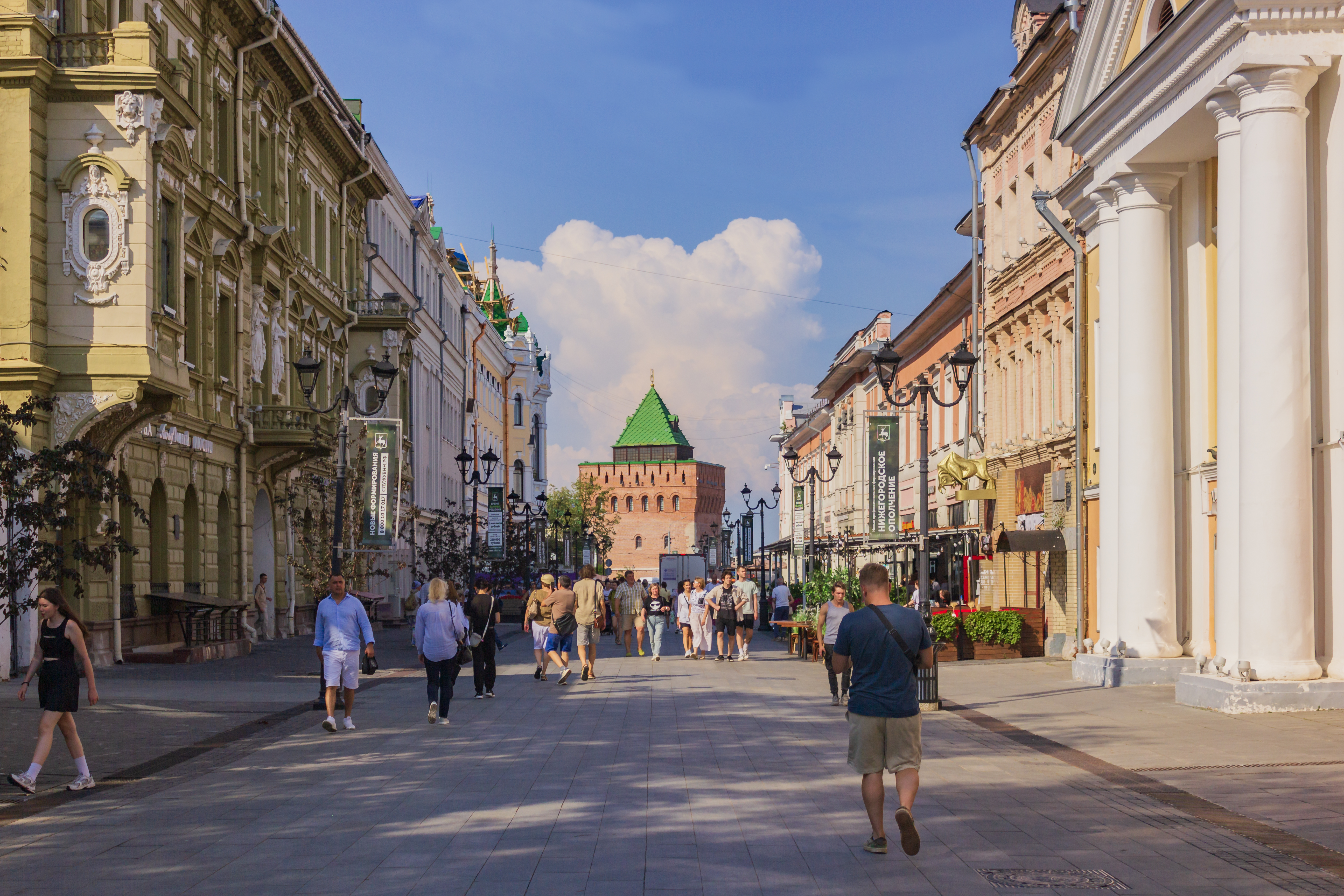
Rua Bolshaya Pokrovskaya em Julho de 2024

Rua Bolshaya Pokrovskaya (em russo:  Большая Покровская улица. Nome de curto - Pokrovka) é rua principal de Níjni Novgorod. Uma das ruas mais antigas. Até 1917 era considerada uma rua para nobres. Formada como a rua principal da cidade no final do século XVIII. É considerado um análogo do Arbat em Moscovo ou 6-7 linhas da Ilha de Vassiliev em São Petersburgo.